# Serment général de fidélité au roi

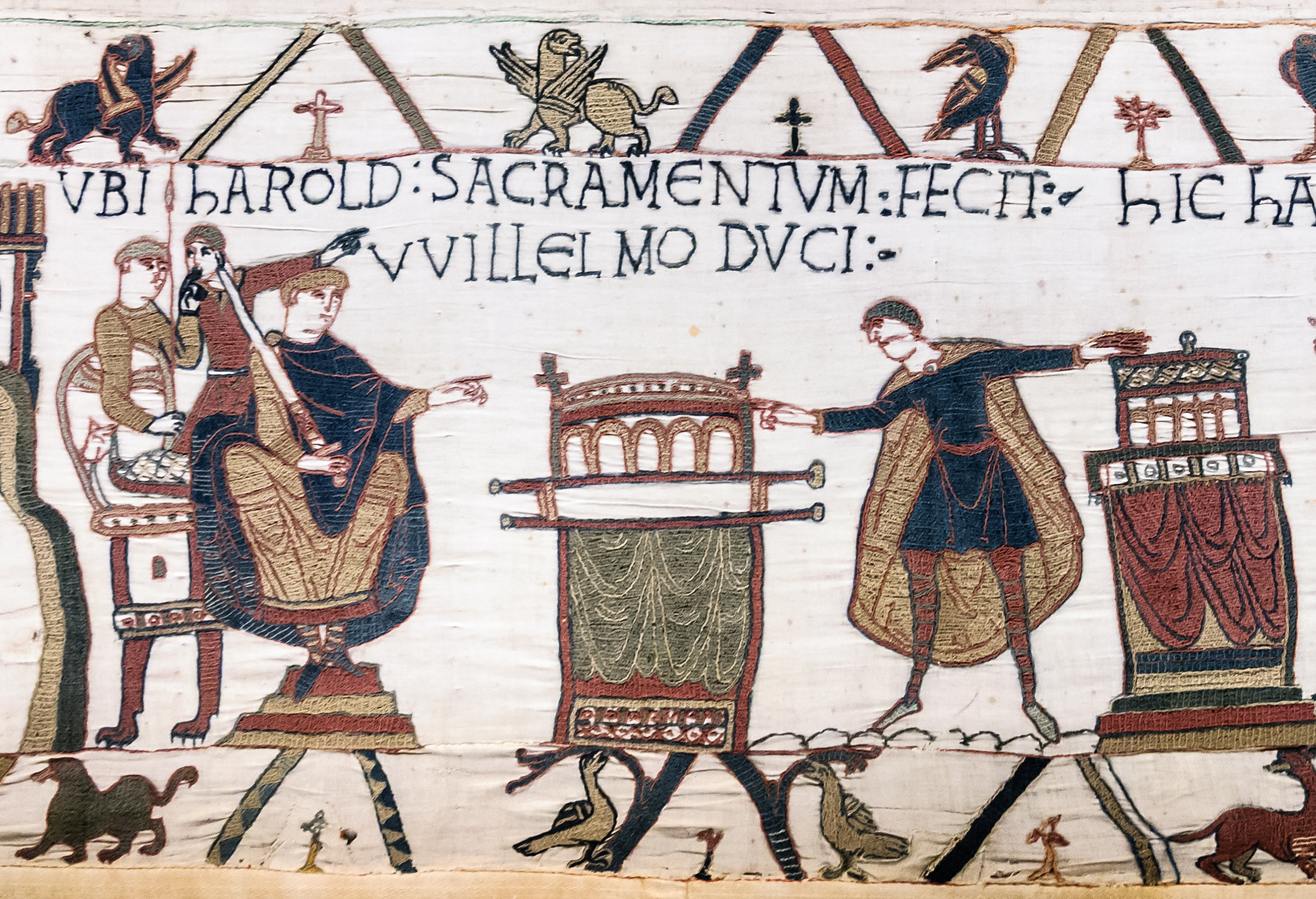
Tapisserie de Bayeux - Scène 23 : Harold prêtant serment à Guillaume le Conquérant, duc de Normandie.

Le serment général de fidélité au roi est une institution de la royauté carolingienne, qui a existé quelque temps sous les Mérovingiens, comme l'indique le formulaire de Marculf.  
En 789, Charlemagne promulgue un capitulaire stipulant que la formule du serment de fidélité au roi devait être prononcée par tous les hommes libres. Les missi dominici, envoyés de l’empereur, sont chargés de recueillir les serments. La prestation du serment sera renouvelée dans tout le royaume en 792, 802, 806 et 812.
En 792, à la suite de la conjuration de Pépin le Bossu (les conjurés n'avaient pas prêté serment), Charlemagne adresse des instructions aux missi dominici pour organiser le serment général de fidélité au roi. Il ordonne aux missi de faire jurer d’abord les évêques et les abbés, les comtes et les vassi dominici, les visdomini (les hommes de confiance des évêques), les archidiacres et les chanoines. Viennent ensuite les moines et les clercs qui font vie commune, qui sont exemptés du vrai serment mais doivent jurer fidélité en présence de l’abbé, « puis les avocats (qui administrent les terres de l’Église) et les vicaires, les centeniers et les prêtres séculiers ». Enfin « l’ensemble du peuple » (les hommes valides âgés d’au moins douze ans) : « les propriétaires indépendants, les hommes des évêques et des abbesses et des comtes, ou encore d’autres seigneurs, et aussi les serfs du fisc royal et de l’Église et les colons, et les esclaves qui sont honorés par leur maître avec des charges et bénéfices : qu’ils jurent tous. » Les paysans assujettis, esclaves ou affranchis, sont écartés du serment, à l’exception de ceux qui dépendent directement du roi ou de l’Église.